# Gruppo cosmonauti TsPK 7/NPOE 4
Il Gruppo cosmonauti  TsPK 7/NPOE 4  è stato selezionato il 23 maggio 1978/1º dicembre 1978 ed è formato da due aviatori del PVO e sette ingegneri di RKK Ėnergija. I cosmonauti hanno iniziato l'addestramento di base poco dopo la selezione e l'hanno completato il 8 ottobre 1980 (tranne Viktorenko che ha sostenuto l'esame finale nel febbraio del 1982, posticipato a causa di un incidente durante l'addestramento).
Cosmonauti del Gruppo TsPK 7: 
- Nikolaj Grekov[1]
- Aleksandr Viktorenko[2]

Sojuz TM-3/Sojuz TM-2
Sojuz TM-8 (Mir 5)
Sojuz TM-14 (Mir 11)
Sojuz TM-20 (Mir 17)
Cosmonauti del Gruppo NPOE 4: 
- Aleksandr Aleksandrov[3]

Sojuz T-9
Sojuz TM-3 (Mir 2)
- Aleksandr Balandin[4]

Soyuz TM-9 (Mir 6)
- Aleksandr Laverjkin[5]

Sojuz TM-2 (Mir 2)
- Musa Manarov[6]

Sojuz TM-4/Sojuz TM-6 (Mir 3)
Sojuz TM-11 (Mir 8)
- Viktor Savinych[7]

Sojuz T-4
Sojuz T-13/Sojuz T-14
Sojuz TM-5/Sojuz TM-4
- Aleksandr Serebrov[8]

Sojuz T-7/Sojuz T-5
Sojuz T-8
Sojuz TM-8 (Mir 5)
Sojuz TM-17 (Mir 14)
- Vladimir Solovëv[9]

Sojuz T-10/Sojuz T-11
Sojuz T-15 (Mir 1)